# Raionul Zaharivka
Raionul Zaharivka (în ucraineană Захарівський район) este unul din cele 26 raioane administrative din regiunea Odesa din Ucraina, cu reședința în orașul Zaharivka. A fost înființat pe 1923 fiind atunci inclus în componența RSS Ucrainene. Începând din anul 1991, acest raion face parte din Ucraina independentă.

## Geografie
Raionul se învecineazǎ cu Republica Moldova și raionul Ocna Roșie în vest, cu raioanele Bârzula și Ananiev în nord, cu raionul Șiriaeve în est și cu raionul Velîka Mîhailivka în sud. Este situat la poalele Podișului Podoliei (altitudinile maxime variază între 130–190 m), din care cauză relieful raionului este unul deluros. Distanța până la centrul regionional, Odesa este de 102 km.La recensământul din 1926, s-au înregistrat 3217 români/moldoveni, reprezentând 8% din populație, concentrată în jurul satului Vasilevca.
Clima temperat-continentalǎ este specifică raionului cu o temperatură medie a lunii ianuarie de -4.3 °C, a lunii iulie +20.3 °C, temperatura medie anualǎ +9.2 °C.

## Demografie
Componența lingvistică a raionului Frunzivka
     Ucraineană (92,09%)
     Română (4,07%)
     Rusă (3,22%)
     Alte limbi (0,34%)
Conform recensământului din 2001, majoritatea populației raionului Frunzivka era vorbitoare de ucraineană (92,09%), existând în minoritate și vorbitori de română (4,07%) și rusă (3,22%).
La 1 octombrie 2011 populația raionului era de 20.178 persoane. Populația urbană constituie 8.653 persoane (41.1%), cea rurală 12.376 persoane (58,9%). În total există 53 de așezări.
Potrivit recensământului ucrainean din 2001, populația raionului era de 21,029 locuitori. Structura etnică:
| Grup etnic            | Populație | % Procentaj |
| --------------------- | --------- | ----------- |
| Ucraineni             | 18,900    | 89.8%       |
| Moldoveni (declarați) | 1,200     | 5.7%        |
| Ruși                  | 600       | 3.0%        |
| Belaruși              | 100       | 0.2%        |